# Humberto Moreira

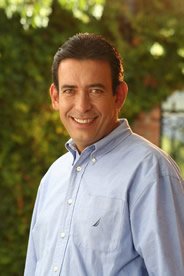
Humberto Moreira

Humberto Moreira Valdés (Saltillo, 28 juli 1966) is een Mexicaans politicus van de Institutioneel Revolutionaire Partij (PRI).
Moreira was onderwijzer en is werkzaam geweest in het ministerie van onderwijs. Van 1999 tot 2002 was hij minister van onderwijs van Coahuila en van 2003 tot 2005 burgemeester van Saltillo. In 2005 werd hij tot gouverneur gekozen en hij trad aan op 1 december van dat jaar.
Op 3 december 2008 nam het Congres van Coahuila een door Moreira ingediend voorstel aan om het Congres te verzoeken de doodstraf weer in te voeren, waarvoor een wijziging van de grondwet van Mexico nodig is. Moreira trad op 4 januari 2011 vroegtijdig af als gouverneur om zich verkiesbaar te stellen als voorzitter van de PRI; hij werd met een grote meerderheid van stemmen verkozen. Op 3 juli werd zijn broer Rubén Moreira gekozen als de nieuwe gouverneur van Coahuila.
Moreira kwam eind 2011 in opspraak na beschuldigingen van financiële malversaties uit zijn periode als gouverneur. De staatsschuld van Coahuila was in vijf jaar tijd gestegen van 200 miljoen tot 35 miljard dollar. Bovendien bleek dat de staatsoverheid valse gegevens had opgegeven (de schuld zou maar 700 miljoen dollar zijn) en dat Moreira persoonlijk betrokken was geweest bij operaties waar met valse documentatie illegale leningen werden afgesloten. Moreira trad op 2 december af als partijvoorzitter.
- Library of Congress Control Number: n2018069560
- Virtual International Authority File: 198154592501043370004
- WorldCat: E39PBJfWVHwbCJf3hJRxXHRMyd